# 브루스 커밍스
브루스 커밍스(Bruce Cumings, 1943년 9월 5일 ~ )는 미국의 동아시아 역사학자, 교수, 작가이다. 시카고 대학교의 석좌교수로, 역사학부 학장을 지냈다. 노스웨스턴 대학교와 워싱턴 대학교에서 강의하였으며, 주 연구분야는 한국 근현대사와 동아시아 국제 관계이다. 같은 대학 일본사 분야의 교수인 나지타, 하루투니언과 더불어 '비판적 아시아학'의 대표적 인물이다. 고(故) 제임스 팔레의 제자이다. 그의 제자로 현재 활동하고 있는 인물 중에는 고려대학교 헨리 임 교수와 컬럼비아 대학교 찰스 암스트롱 교수, UCLA 이남희 교수, 연세대학교 김동노 교수 등이 있다. 빌 클린턴 행정부 때는 평화/외교를 기본노선으로 하는 대 한반도 외교정책의 이론적 틀을 제공하기도 하였다. 한국학 박사이자 동료 겸 제자인 우정은 박사(Meredith Jung-En Woo Cumings)와 결혼하여 두 자녀를 두고 있다.
《한국전쟁의 기원》 1권으로 미국역사협회 존 K. 페어뱅크상을 수상하였고, 2권으로 국제학협회 퀸시 라이트 도서상을 수상했다.

## 생애
커밍스는 1943년 9월 5일 뉴욕 주 로체스터에서 태어났다. 아이오와와 오하이오에서 자랐는데, 그곳에서 아버지 에드거 C. 커밍스는 대학 행정가로 일했다. 데니슨 대학교에 다니기 위해 5년간 여름 내내 일했으며, 그중 3년은 클리블랜드의 리퍼블릭 스틸 공장에서 근무했고 야구 장학금의 도움도 받았다. 1965년 심리학 학사 학위를 받았고, 인디애나 대학교에서 석사 학위를 받기 전인 1967년부터 1968년까지 한국에서 평화봉사단원으로 활동했다. 이후 1975년 컬럼비아 대학교에서 정치학 박사 학위를 취득했다. 스와스모어 칼리지, 워싱턴 대학교, 노스웨스턴 대학교, 시카고 대학교에서 교수로 재직했다. 1999년에는 미국 예술 과학 아카데미 회원으로 선출되었다.
전 스위트 브라이어 칼리지 총장이자 버지니아 대학교 전 인문과학대학 학장인 우정은과 결혼했다. 슬하에 두 아들을 두었으며, 커밍스는 첫 번째 결혼에서 딸 하나를 두었다.

## 저서
- 브루스 커밍스, 김자동 역, 《한국전쟁의 기원》, 1986.
- 브루스 커밍스, 남성욱 역, 《김정일 코드 : 브루스 커밍스의 북한》, 2005.
- Bruce Cumings, 《Child of conflict : the Korean American relationship》, 1943-1953, 1983.
- Bruce Cumings, 《War and television》, 1992.
- Bruce Cumings, 《North Korea : another country》, 2004.
- Bruce Cumings, 《the Korean War: A History》, 2010.
- 《Korea's Place in the Sun: A Modern History》. W. W. Norton. 2005년 9월 17일. ISBN 9780393327021.
- 《브루스 커밍스의 한국현대사》. 번역 김동노 외. 2001년 10월 30일. ISBN 9788936482190.
- 브루스 커밍스, 조행복 역, 《브루스 커밍스의 한국전쟁》, 2017.

## 가족
- 처 : 우정은

## 같이 보기
- 한국 전쟁
- 제임스 팔레
- 노암 촘스키
- 질 들레즈
- 위르겐 하버마스
- 사상의 자유